# Zeelandbrug
Zeelandbrug – most nad Skaldą Wschodnią, pomiędzy Zierikzee i Colijnsplaat, w prowincji Zelandia, w Holandii. Jego budowa rozpoczęła się w 1963 roku, a uroczyste otwarcie nastąpiło 15 grudnia 1965 roku. Do 1967 roku most nosił nazwę Oosterscheldebrug. Długość obiektu wynosi 5,022 m, co czyni go najdłuższym mostem w kraju, a w chwili otwarcia był to również najdłuższy most w Europie. Przez most przebiega droga N256 oraz ścieżka rowerowa. Do końca 1992 roku za przejazd mostem pobierane były opłaty.